# Bert Konterman
Bert Konterman (Rouveen, 14 januari 1971) is een Nederlands voormalig voetballer die als verdediger speelde. Hij speelde voor FC Zwolle, SC Cambuur, Willem II, Feyenoord, Rangers FC en Vitesse. Konterman speelde twaalf interlands voor het Nederlands voetbalelftal. Nadien werd hij trainer.

## Clubcarrière
Hij begon zijn carrière bij FC Zwolle; na vier seizoenen daar gespeeld te hebben, verkaste hij naar Cambuur Leeuwarden.
Ook daar bleef hij vier seizoenen. Dit keer vertrok hij voor drie seizoenen naar Willem II, om vervolgens voor zes miljoen gulden aan Feyenoord te worden verkocht waar hij met Kees van Wonderen, Paul Bosvelt en Jean-Paul van Gastel een solide Nederlandse kern vormde in het elftal. Met Feyenoord werd hij Nederlands kampioen en won hij ook nog eens de Nederlandse Supercup.
Na twee seizoenen werd hij overgenomen door Glasgow Rangers voor 16 miljoen gulden, een van de hoogste transfersommen uit de geschiedenis van Feyenoord. Met Glasgow werd hij in 2003 landskampioen. Later ging hij transfervrij naar Vitesse waar hij nog één seizoen bleef spelen. Daarna stopte hij. Hij speelde in zijn loopbaan 470 duels, waarin hij 37 keer scoorde. Hij bouwde af bij VVOG.

### Carrièrestatistieken
| Seizoen         | Club            | Land            | Competitie              | Competitie | Competitie | Beker | Beker | Internationaal | Internationaal | Overig | Overig | Totaal | Totaal |
| Seizoen         | Club            | Land            | Competitie              | Wed.       | Dlp.       | Wed.  | Dlp.  | Wed.           | Dlp.           | Wed.   | Dlp.   | Wed.   | Dlp.   |
| --------------- | --------------- | --------------- | ----------------------- | ---------- | ---------- | ----- | ----- | -------------- | -------------- | ------ | ------ | ------ | ------ |
| 1989/90         | PEC Zwolle      | Nederland       | Eerste divisie          | 28         | 0          | –     | 0     | 0              | 0              | 0      | 0      | 28     | 0      |
| 1990/91         | FC Zwolle       | Nederland       | Eerste divisie          | 36         | 2          | –     | 0     | 0              | 0              | –      | 0      | 36     | 2      |
| 1991/92         | FC Zwolle       | Nederland       | Eerste divisie          | 36         | 1          | –     | 0     | 0              | 0              | 0      | 0      | 36     | 1      |
| 1992/93         | FC Zwolle       | Nederland       | Eerste divisie          | 21         | 4          | –     | 0     | 0              | 0              | 0      | 0      | 21     | 4      |
| 1993/94         | SC Cambuur      | Nederland       | Eredivisie              | –          | –          | –     | 0     | 0              | 0              | –      | –      | –      | –      |
| 1994/95         | SC Cambuur      | Nederland       | Eerste divisie          | –          | –          | –     | 0     | 0              | 0              | –      | –      | –      | –      |
| 1995/96         | SC Cambuur      | Nederland       | Eerste divisie          | –          | –          | –     | 0     | 0              | 0              | –      | –      | –      | –      |
| 1996/97         | Willem II       | Nederland       | Eredivisie              | 32         | 5          | –     | 0     | 0              | 0              | –      | –      | 32     | 5      |
| 1997/98         | Willem II       | Nederland       | Eredivisie              | 33         | 3          | –     | 0     | 0              | 0              | –      | –      | 33     | 3      |
| 1998/99         | Feyenoord       | Nederland       | Eredivisie              | 32         | 1          | 4     | 0     | 2              | 0              | 0      | 0      | 38     | 1      |
| 1999/00         | Feyenoord       | Nederland       | Eredivisie              | 33         | 3          | –     | 0     | 12             | 0              | 1      | 0      | 46     | 3      |
| 2000/01         | Glasgow Rangers | Schotland       | Scottish Premier League | 37         | 3          | 4     | 0     | 10             | 0              | 0      | 0      | 51     | 3      |
| 2001/02         | Glasgow Rangers | Schotland       | Scottish Premier League | 27         | 2          | 4     | 2     | 11             | 1              | 0      | 0      | 42     | 5      |
| 2002/03         | Glasgow Rangers | Schotland       | Scottish Premier League | 16         | 0          | 6     | 1     | 2              | 0              | 0      | 0      | 24     | 1      |
| 2003/04         | Vitesse         | Nederland       | Eredivisie              | 31         | 0          | 3     | 0     | 0              | 0              | 6      | 0      | 40     | 0      |
| Carrière totaal | Carrière totaal | Carrière totaal | Carrière totaal         | 362        | 24         | 21    | 3     | 37             | 1              | 7      | 0      | 427    | 28     |

## Interlandcarrière

### Nederland
Op 31 maart 1999 debuteerde Konterman voor Nederland in een vriendschappelijke wedstrijd tegen Argentinië (1–1). Hij viel in dat duel in de rust in voor zijn Feyenoord-clubgenoot Kees van Wonderen. Konterman maakte deel uit van de selectie op het Europees kampioenschap voetbal 2000 waar Nederland in de halve finale werd uitgeschakeld.
| Interlands van Bert Konterman voor Nederland | Interlands van Bert Konterman voor Nederland | Interlands van Bert Konterman voor Nederland | Interlands van Bert Konterman voor Nederland | Interlands van Bert Konterman voor Nederland | Interlands van Bert Konterman voor Nederland |
| №                                            | Datum                                        | Wedstrijd                                    | Uitslag                                      | Soort Wedstrijd                              | Doelpunten                                   |
| Als speler bij Feyenoord                     | Als speler bij Feyenoord                     | Als speler bij Feyenoord                     | Als speler bij Feyenoord                     | Als speler bij Feyenoord                     | Als speler bij Feyenoord                     |
| -------------------------------------------- | -------------------------------------------- | -------------------------------------------- | -------------------------------------------- | -------------------------------------------- | -------------------------------------------- |
| 1.                                           | 31 maart 1999                                | Nederland – Argentinië                       | 1 – 1                                        | Vriendschappelijk                            | 0                                            |
| 2.                                           | 28 april 1999                                | Nederland – Marokko                          | 1 – 2                                        | Vriendschappelijk                            | 0                                            |
| 3.                                           | 5 mei 1999                                   | Brazilië – Nederland                         | 2 – 2                                        | Vriendschappelijk                            | 0                                            |
| 4.                                           | 8 mei 1999                                   | Brazilië – Nederland                         | 3 – 1                                        | Vriendschappelijk                            | 0                                            |
| 5.                                           | 4 september 1999                             | Nederland – België                           | 5 – 5                                        | Vriendschappelijk                            | 0                                            |
| 6.                                           | 9 oktober 1999                               | Nederland – Brazilië                         | 2 – 2                                        | Vriendschappelijk                            | 0                                            |
| 7.                                           | 29 maart 2000                                | België – Nederland                           | 2 – 2                                        | Vriendschappelijk                            | 0                                            |
| 8.                                           | 26 april 2000                                | Nederland – Schotland                        | 0 – 0                                        | Vriendschappelijk                            | 0                                            |
| 9.                                           | 27 mei 2000                                  | Nederland – Roemenië                         | 2 – 1                                        | Vriendschappelijk                            | 0                                            |
| 10.                                          | 11 juni 2000                                 | Nederland – Tsjechië                         | 1 – 0                                        | EK 2000                                      | 0                                            |
| 11.                                          | 16 juni 2000                                 | Nederland – Denemarken                       | 3 – 0                                        | EK 2000                                      | 0                                            |
| Als speler bij Glasgow Rangers               |                                              |                                              |                                              |                                              |                                              |
| 12.                                          | 2 september 2000                             | Nederland – Ierland                          | 2 – 2                                        | Kwalificatie WK 2002                         | 0                                            |

## Trainersloopbaan
Vanaf 2010 bekleedde hij de functie van technisch manager bij FC Zwolle en werkte Konterman in die rol nauw samen met hoofdcoach Art Langeler en de assistent-coaches Claus Boekweg en Jaap Stam. Op woensdag 2 mei 2012 liet de pas gepromoveerde club weten dat Konterman zijn taken op 1 juli van dat jaar zou neerleggen. In 2014 was hij assistent coach bij Jong FC Twente en bij Jong Oranje onder 19. Hierna was hij actief bij meerdere Nederlandse jeugdselecties van de KNVB. Op 27 februari 2021 werd Konterman door PEC Zwolle aangesteld als interim-trainer, hij volgde de op non-actief gestelde John Stegeman op.

## Erelijst
Feyenoord
- Eredivisie: 1998/99
- Johan Cruijff Schaal: 1999

 Rangers
- Scottish Premier League: 2002/03
- Scottish Cup: 2001/02, 2002/03
- Scottish League Cup: 2001/02, 2002/03

## Trivia
- Konterman is actief betrokken bij Athletes In Action, een organisatie die christelijke (top) sporters wil maken tot discipelen van Jezus Christus.
- Tijdens The Passion 2016 was Konterman te zien als een van de discipelen van Jezus.
- Konterman heeft een timmermansopleiding gedaan.